# Alsophila articulata
Alsophila articulata là một loài thực vật có mạch trong họ Cyatheaceae. Loài này được J. Sm. ex T. Moore & Houlston mô tả khoa học đầu tiên năm 1852.